# Педагогический университет Наруто
Педагогический университет Наруто (яп. 鳴門教育大学 Naruto kyōiku daigaku) — японский университет в Токусиме, основанный в 1981 году. В нём проходят как теоретические, так и практические занятия, а также исследования. Университет был основан для обучения профессорского и преподавательского состава вузов, просвещения, а также пропаганды содействия. Выпускники — это в первую очередь представители профессорско-преподавательского состава. Также тут есть факультет обеспечения безопасности и факультет подготовки педагога для начального образования и средней школы. Университет имеет лозунг «Образование моего паломничества».

## Академические особенности
Студенты университета имеют большие возможности, от обучения на профессорско-преподавательский состав вуза, до школьных учителей и педагогов. Кроме того факультеты состоят из малых групп, но занятия в них проходят чаще.